# Neu Berlin
Neu Berlin – dawna kolonia robotnicza, powstała na terenach historycznej gminy Huta Laura, będącej obecnie częścią Siemianowic Śląskich, na obszarze dzielnicy Centrum.
Powstała ona w rejonie dzisiejszych ulic: L. Waryńskiego, ks. J. Kapicy, J. III Sobieskiego, Jagiellońskiej i Szkolnej. Od północy tereny dawnej kolonii graniczyły ze stawami – obecnie jest to skwer Laury. Początki kolonii sięgają lat 80. XIX wieku, kiedy to w rejonie dzisiejszej ulicy Jagiellońskiej powstała zabudowa mieszkaniowa dla górników kopalni Richter. W dniu 22 stycznia 1890 roku tereny kolonii Neu Berlin włączono w granice powołanej wówczas gminy Huta Laura. Obszar kolonii był miejscem intensywnego rozwoju urbanistycznego Laurahuty – w tym czasie powstał browar, a pod koniec XIX wieku oddano do użytku siedzibę urzędu gminy Huta Laura. Na początku XX wieku w rejonie ul. św. Floriana i K. Miarki powstały kwartały ze zwartą zabudową mieszkaniową. W 1923 roku gminę Huta Laura, a wraz z tym tereny kolonii Neu Berlin, połączono z gminą Siemianowice. W drugiej połowie XX wieku pomiędzy historyczną zabudową powstały nowe budynki mieszkalne.
Pozostałością dawnej kolonii Neu Berlin są powstałe pod koniec XIX wieku domy dla pracowników kopalni Richter przy dzisiejszej ulicy Jagiellońskiej, a także parterowe domy z poddaszami użytkowymi położone przy ulicy Jana III Sobieskiego. Dom przy ulicy Jagiellońskiej 5a pełnił funkcję pralni, zaś w 1920 roku powstały przy nim dwa piece piekarskie.